# Francis Wilkinson Pickens

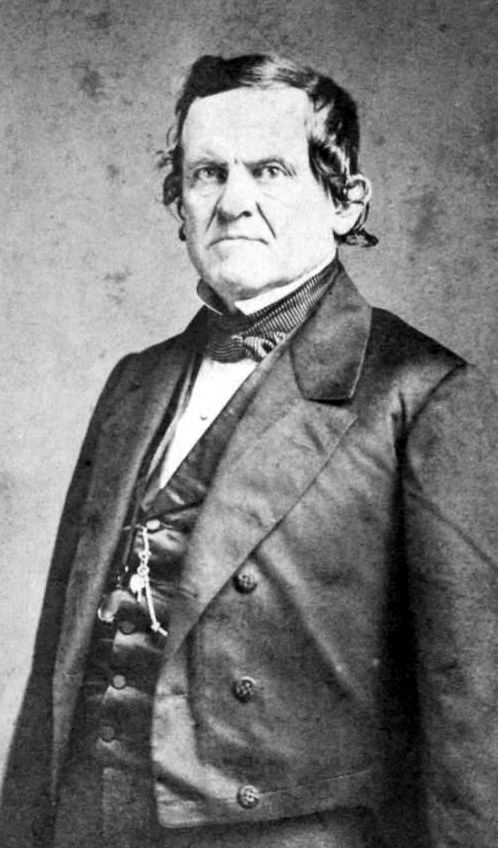
Francis Wilkinson Pickens, Zeichnung von 1860, veröffentlicht im Harper’s Weekly

Francis Wilkinson Pickens (* 7. April 1805 in St. Paul’s Parish, Colleton County, South Carolina; † 25. Januar 1869 bei Edgefield, South Carolina) war ein US-amerikanischer Politiker und von 1860 bis 1862, während des Bürgerkrieges, Gouverneur des Bundesstaates South Carolina.

## Frühe Jahre und politischer Aufstieg
Francis Pickens war der Sohn von Andrew Pickens, der zwischen 1816 und 1818 Gouverneur von South Carolina gewesen war. Francis studierte sowohl am Franklin College, der späteren University of Georgia, als auch am South Carolina College, der späteren University of South Carolina. Nach Abschluss eines Jurastudiums wurde er im Jahr 1828 als Rechtsanwalt zugelassen. In der Folge war er als Jurist und auch als Pflanzer tätig. Von 1832 bis 1834 saß er als Abgeordneter im Repräsentantenhaus von South Carolina. Dort war er ein Anhänger der radikalen Kräfte, die während der Nullifikationskrise Bundesgesetze für South Carolina außer Kraft setzen wollten und schon damals den Austritt aus der Union erwogen.
Von 1834 bis 1843 war er Abgeordneter im US-Repräsentantenhaus in Washington. Dort war er unter anderem Vorsitzender des auswärtigen Ausschusses. Anschließend saß er von 1844 bis 1846 erneut im Parlament von South Carolina. Im Jahr 1850 war er Delegierter von South Carolina auf dem Südstaaten-Kongress in Nashville (Tennessee). Dort ging es um eine gemeinsame Haltung des Südens im Konflikt mit den Nordstaaten. 1856 war Pickens Delegierter zur Democratic National Convention in Cincinnati, auf der James Buchanan als Präsidentschaftskandidat nominiert wurde. Buchanan ernannte ihn auch 1858 zum US-Botschafter in Russland, wo er bis 1860 verblieb.

## Gouverneur von South Carolina
Ende 1860 wurde Pickens vom Repräsentantenhaus des Staates in geheimer Wahl zum neuen Gouverneur gewählt. Zum Zeitpunkt seines Amtsantritts hatte sein Vorgänger William Henry Gist bereits einen Konvent einberufen, der über den Austritt South Carolinas aus der Union abstimmen sollte. Nach der Wahl von Abraham Lincoln zum neuen US-Präsidenten im November 1860 sahen die radikalen Kräfte in South Carolina ihre wirtschaftlichen Interessen durch Lincolns Haltung in der Frage der Sklaverei bedroht. Sie sahen in der Sezession den einzigen Ausweg. Am 20. Dezember 1860 wurde dieser Schritt vollzogen, dem sich in den nächsten Monaten die anderen Südstaaten anschlossen. Bereits am 9. Januar 1861 kam es zu einem ersten militärischen Gefecht, als der Gouverneur ein Versorgungsschiff der Union beschießen ließ, das Fort Sumter mit Nachschub beliefern wollte. Das führte aber noch nicht zum Krieg. Dieser kam im April 1861, als die konföderierten Truppen das Fort im Hafen von Charleston angriffen und eroberten. South Carolina hatte sich inzwischen mit den anderen aus der Union ausgetretenen Südstaaten zu einer neuen Staatengemeinschaft zusammengeschlossen, die sich Konföderierte Staaten von Amerika nannte. Innenpolitisch wurde die Macht des Gouverneurs durch einen neu gebildeten Regierungsrat (Executive Council) eingeschränkt, welcher 1862 wieder abgeschafft wurde. Die Hauptaufgabe der Regierung von South Carolina war in jener Zeit die Unterstützung der Kriegsanstrengungen der Konföderation. Dazu gehörten die Mobilmachung und die Versorgung der Truppen mit Munition und Proviant.

## Weiterer Lebenslauf
Pickens schied im Dezember 1862 aus dem Amt des Gouverneurs. Der von ihm mit ausgelöste Bürgerkrieg war zu diesem Zeitpunkt in vollem Gang und ein baldiges Ende war nicht abzusehen. Pickens zog sich aus der Politik zurück. Er trat nur noch einmal 1865 auf der verfassungsgebenden Versammlung South Carolinas in Erscheinung. Zu diesem Zeitpunkt war der Krieg bereits beendet und South Carolina suchte nach der Niederlage nach einem neuen politischen Anfang. In dieser Lage riet Pickens zur Zusammenarbeit mit dem neuen US-Präsidenten Andrew Johnson und dessen Rekonstruktionspolitik. Francis Pickens starb im Januar 1869.